# Karłaniurt (wieś)
Karłaniurt (ros. Карланюрт) – wieś w Rosji, w Dagestanie, w rejonie chasawiurckim. W 2010 liczyła 3335 mieszkańców, głównie Kumyków.